# 雲輪瑞法
雲輪 瑞法（うんりん ずいほう　1926年 -2019年12月23日）は、日本の曹洞宗の尼僧、作家。愛知県南知多町大宝寺7代目住職。

## 来歴
愛知県大宝寺6代目住職の子として生まれる。愛知専門尼僧堂で修行。1950年、駒澤大学卒業。東京都三鷹市の観音寺尼僧専門道場で修行。愛知県知多郡南知多町の大宝寺住職を務める。

## 著作リスト
- 『瑞法の尼寺日記』（大法輪閣、1974年）
- 『瑞法の尼寺めぐり』（大法輪閣、1975年）
- 『もくれん茶屋日記』（毎日新聞社、1977年）
- 『尼僧冥利に尽きて候』（毎日新聞社、1981年）
- 『もくれん茶屋日記　続』（毎日新聞社、1984年）
- 『愛の説法』（海竜社、1992年）
- 『庵主さんが翔んだ』（毎日新聞社、1992年）
- 『瑞法の般若心経を生きる』（海竜社、1993年）
- 『観音経を読む』（佼成出版社、1984年/ 2004年）